# Zonitoschema eborina
Zonitoschema eborina es una especie de coleóptero de la familia Meloidae.

## Distribución geográfica
Habita en el Sur de África.